# 함양박씨 정랑공파 문중 전적
함양박씨 정랑공파 문중 전적(咸陽朴氏 正郞公派 門中 典籍)은 대한민국 경기도 성남시에 있는, 함양 박씨 문중에서 보관하고 있는 것이다. 1989년 8월 1일 대한민국의 보물 제1008호로 지정되었다.

## 개요
함양 박씨 문중에서 보관하고 있던 것으로, 주로 조선 후기의 것들이 많은데 그 가운데 연대가 오래된 것과 희귀한 것, 역사적 자료로서 가치가 있는 것 등을 뽑아 7종 46점만을 지정하였다. 『나암수록』을 비롯하여 이외에도 『당시고취』, 『당조책림』, 『만국전도』, 『저상일월』, 『통감』, 『저상일용』등이 있다.
『나암수록』은 구한말 유학자였던 나암 박주대(1836∼1912) 선생이 구한말의 격변하는 당시의 세태와 상황들을 연차적으로 수록한 책이다. 이 책은 함양 박씨 정랑공파 종중에서 보관하고 있는 것으로 미산고택에 보관되어 있다. 『당시고취』는 조선 전기 목간본으로 간행한 책으로 1책(권 1∼4)이며, 『당조책림』은 조선 전기에 당나라 조정의 책문 75문을 편찬한 것이다. 『통감』은 조선 전기 목활자 간행본으로 18권 3책이며, 『만국전도』는 현종 2년(1661)에 박연설이 그린 세계전도로 바다와 육지를 각각 다른 색으로 채색하였으며, 가로 133cm, 세로 71.5cm이다. 『저상일월』은 대하일기의 성격이며, 『저상일용』은 6대 140여년 동안 매일 집에서 소요되는 수입과 지출을 상세하게 기록한 것으로 20책이다.
이러한 함양 박씨 소유의 전적들은 조선 후기 당시의 사회, 경제, 문화, 정치 등 다양한 분야의 학술연구에 중요한 자료가 되고 있다.

## 참고 자료
- 함양박씨 정랑공파 문중 전적 - 국가유산청 국가유산포털